# سجن المطبق
سجن المطبق الذي بناه الخليفة أبو جعفر المنصور في العاصمة الجديدة بغداد مقر الخلافة العباسية في 146هـ.. كان شيئا جديدا في حياة المجتمع! لقد أقامه الخليفة فيما أقامه من المنشآت والدور والقصور التي استقدم لها المهندسين من كل مكان لتخطيط بغداد. ولقد أقام قصر الذهب، وأقام إلى جانبه مسجدا جميلا سمى «مسجد المنصور» أو «مسجد الإسلام»، وكان من أبدع ماشيد المسلمون من المساجد حسنا وزينة.
ورأى أبوجعفر أن تمام التخطيط للعاصمة الجديدة لايكون إلا «ببناء سجن» كبير حديث بين السورين سماه «المطبق» وأعده لخصومه السياسيين، والمغضوب عليهم من خاصته، وكبار دولته، فكان «المطبق» بذالك أول سجن حديث متحضر في الإسلام!
والحق أن الحاجة إلى سجن جديد متين قوي الأركان والجدران قامت في ذهن الخليفة المنصور من تجربة شهدها بنفسه في أوائل حكمه، وقبل تشييد «سجن المطبق».
فقد كان في «الهاشمية»-التي بناها «أبو العباس السفاح» سجن استغلت جماعة«الراوندية» أتباع أبي مسلم الخرساني -ضعف بنائه، فهاجموه، وأخرجوا المسجونين منه، واتجهوا جميعا نحو قصر أبي جعفر المنصور يريدون قتله!
ومن هنا وضع أبو جعفر في تخطيطه لبغداد التي بناها عاصمة للدولة الجديدة أن يكون السجن العتيد الشديد أحد المعالم المهمة في بنائها!
ولم تكد جدران «المطبق» تقوم، وقوائمه تشتد، حتى عمره الخلفاء منذأيام المنصور بالنزلاءالوافدين عليه بين حبس قصير، وسجن طويل!
فهذا الخليفة «المهدي بن المنصور» يسجن فيه القائد الكبير «عبد الكبير» من ولد زيد أخي عمر بن الخطاب لهزيمته أمام الروم، فيظل صاحبنا في «المطبق» حتى الموت وهو مصير تأخر به عن إعدامه عقب الهزيمة والمحاكمة!
وهذا «أبو جعفر المنصور» نفسه -يودع في سجن المطبق وزيره يقوب بن داوود «بتهمة ميله للعلويين، ويجيئ» المهدي بن المنصور خليفة بعد والده، فيخرجه من «المطبق» ويستوزره، ولكنه حين تأكد له انحرافه إلى العلويين زج به في السجن ثانية!
وهكذا كان «المطبق» يعج دائما برواده ونزلائه من كل لون من رجال الدولة، والحاشية الذين يغضب الخليفة عليهم، أما المجرمون العاديون من الشطار واللصوص، فكان لهم سجون أخرى غير «المطبق» وكان نزلاء "المطبق ما بين قواد، وأمراء، وعلماء وشعراء!
ومع مرور الزمن وتطور الحياة أصبح لكل دولة سجونها وسجانوها، تشرف عليها إدارة خاصة وتتولى شؤونها، وتختلف الحياة فيها باختلاف منزلة المسجونين ومكانتهم.وهناك هيئة دولية للدفاع عن حقوق الإنسان تشرف على السجون، وتلفت نظر الدولة إلى مايحدث من تجاوزات في معاملتهم!